# Palais du Sénat (Espagne)
Pour les articles homonymes, voir Palais du Sénat (homonymie).
Le palais du Sénat (en espagnol, Palacio del Senado) est un édifice public situé à Madrid, qui abrite le siège du Sénat, l'une des deux chambres qui composent les Cortes Generales, le Parlement national d'Espagne.

## Situation
Le palais du Sénat est situé dans l'arrondissement du Centre, immédiatement au nord-est du Palais royal. Sa façade principale s'élève sur la place de la Marine-espagnole.

## Histoire

### Collège
Érigé au XVIe siècle sur les plans de Francisco de Montalbán, c'est alors un collège de religieux augustins appelé de l'Incarnation ou de Marie d'Aragon, faisant partie du monastère de l'Incarnation. Le collège est une des institutions les plus notables de la Cour madrilène et son église renferme plusieurs œuvres d'El Greco, aujourd'hui conservées au musée du Prado.

### Sénat
Le bâtiment est désaffecté lors des désamortissements de l'Église espagnole au début du XIXe siècle et affecté à un usage parlementaire qu'il a conservé jusqu'à nos jours.
En 1814, le palais est le lieu de réunion des Cortes de Cadix. L'abolition de la constitution par le roi Ferdinand VII, la même année, provoque l'abandon du palais. En 1820, la Constitution est rétablie et Isidro González Velázquez est chargé de transformer l'église afin d'en faire une salle propre à recevoir des assemblées. Les Cortes y siègent de nouveau pendant le Triennat libéral.
Entre 1823 et 1834, la monarchie absolue est rétablie. Le Statut royal de 1834 établit une haute assemblée, la Chambre des pairs (Estamento de Próceres (es)) qui se réunit provisoirement au Casón du buen retiro, avant d'occuper l'édifice à partir de 1835.
L'intérieur des bâtiments est remanié entre 1844 et 1850 par les architectes Aníbal Álvarez Bouquel et Emilio Rodríguez Ayuso, qui ajoutent également une façade du néo-classique herrérien à l'ensemble.
Selon la conjoncture politique, le palais change de nom et de fonction et accueille le siège de la Chambre haute jusqu'en 1923, quand la dictature de Primo de Rivera dissout les Cortes.
Le Parlement de la Seconde République espagnole étant monocaméral, il se réunit au palais des Cortes, dans la rue Saint-Jérôme, et lors des débats constitutionnels, dans le palais de Cristal.
Pendant le franquisme, la recherche de l'apparence d'une institutionnalisation (appelée « démocratie organique (es) ») fait que l'édifice traditionnel du Sénat est occupé par le Conseil national du Mouvement, tandis que les Cortes franquistes occupent le palais de la rue Saint-Jérôme.
Lors de la transition démocratique, l'édifice voit s'installer l'institution qui, sous le nom de Sénat, participe à l'élaboration de la loi pour la réforme politique de 1976, première étape de la démocratisation. À partir de 1979 et les premières élections générales, le palais abrite le Sénat espagnol.
Afin de faire face à la modernisation de la politique, le bâtiment est agrandi entre 1987 et 1991, sur les projets de Salvador Gayarre Ruiz de Galarreta, d'un bâtiment annexe, dont la façade semi-circulaire donne sur la rue de Bailén.

## Bibliothèque et œuvres d'art

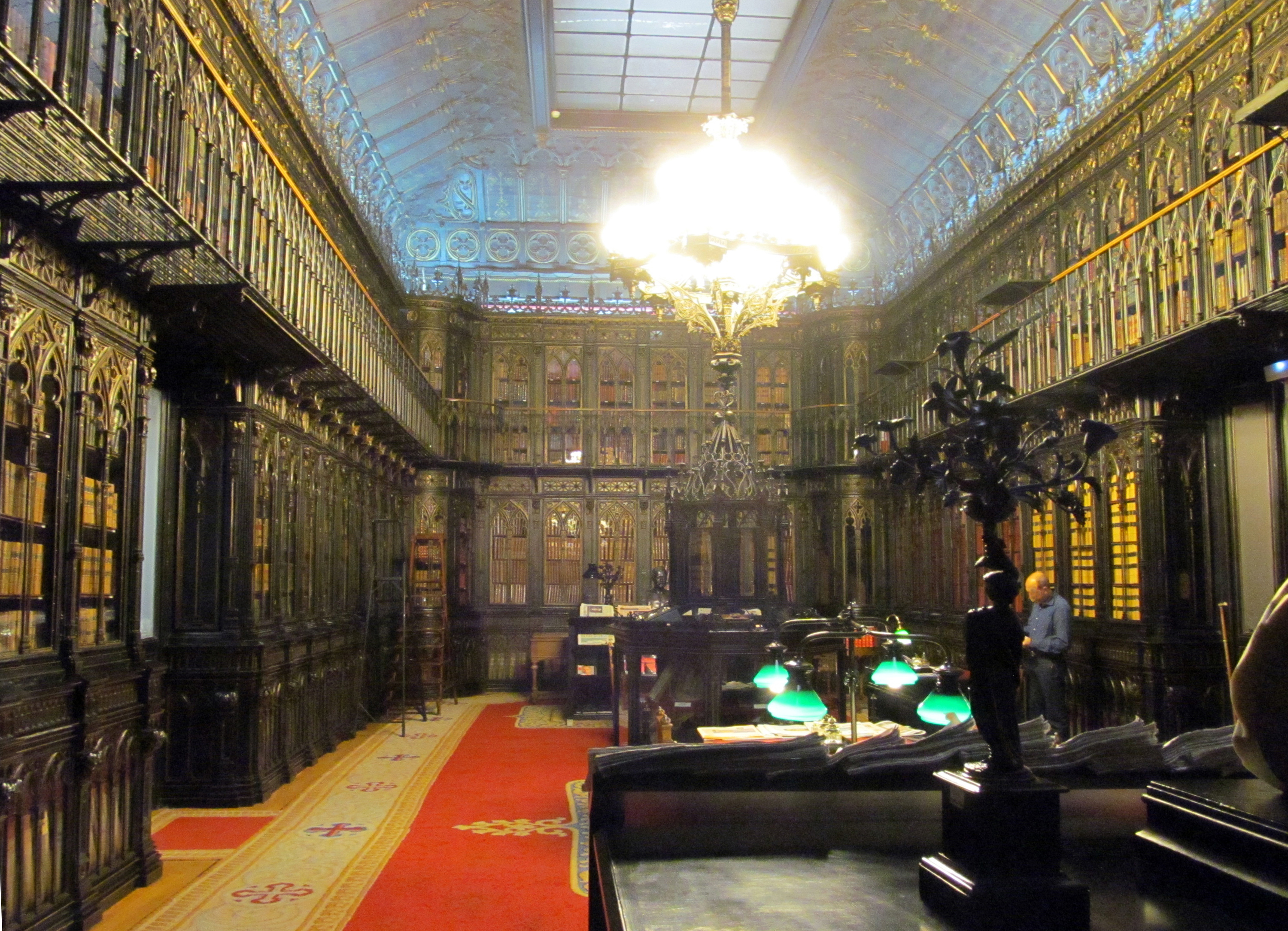
Bibliothèque du palais du Sénat.

Le palais du Sénat possède une grande bibliothèque et conserve une intéressante collection d'œuvres d'art du XIXe siècle, en particulier des peintures historiques, telles que Últimos momentos de Fernando IV el Emplazado de José Casado del Alisal ou La Bataille de Lépante de Juan Luna.